# Cleptometopus bimaculatus
Cleptometopus bimaculatus är en skalbaggsart som först beskrevs av Bates 1873.  Cleptometopus bimaculatus ingår i släktet Cleptometopus och familjen långhorningar. Inga underarter finns listade i Catalogue of Life.